# Marco Ambrosini
Marco Ambrosini (Forlì, 17 giugno 1964) è un musicista, compositore e arrangiatore italiano, residente in Germania.

## Virtuoso
Marco Ambrosini suona con numerosi ensemble di musica antica, musica barocca e musica contemporanea. Svolge attività concertistica internazionale, più di 110 CD, attivo come compositore, solista e membro dello Studio Katharco e dell'Ensemble Oni Wytars (Germania), Els Trobadors (Spagna), Ensemble Unicorn, Ensemble Accentus, Clemencic Consort, Armonico Tributo (Austria), Ensemble Kapsberger (Rolf Lislevand, Norvegia), L'Arpeggiata (Christina Pruhar, Francia), la Nyckelharpa Network Orchestra, Ensemble Supersonus, con Michael Riessler, Lucilla Galeazzi e Jean-Louis Matinier.

## Discografia
Una discografia con più di 160 CD pubblicati fra il 1991 e il 2019 può essere trovata sul sito ufficiale di Marco Ambrosini.

## Pubblicazioni
"Einführung in die mittelalterliche Musik" ("Introduzione alla musica medioevale") (con Michael Posch, 1992, ISBN 3927240133),
"Nyckelharpa - EXERCISES for daily practice", 2012, ISBN 978-3-943060-04-1,
"Nyckelharpa Symbols and Notation", (in collaborazione with Jule Bauer e Didier François) 2013, ISBN 978-3-943060-01-0
"A.Vivaldi: La Primavera" (Edizione per 3 Dudays e B.c., in collaborazione con Eva-Maria Rusche), ISBN 978-3-943060-10-2
"A.Vivaldi: L'Autunno" (Edizione per 4 Dudays, viola e B.c., in collaborazione con Eva-Maria Rusche), ISBN 978-3-943060-11-9
"Johann Sebastian Bach, Zweistimmige Inventionen - Two Parts Inventions" (Arranged for Nyckelharpa/Viola d'amore a chiavi & Accompaniment), 2018, ISBN 978-3-943060-15-7

## Nyckelharpa
Dal 1983 Marco Ambrosini suona la nyckelharpa (viola d'amore a chiavi) come uno dei primi musicisti non svedesi dopo il barocco.
Assieme ai liutai Jean-Claude Condi e Annette Osann sviluppa lo strumento e lo adatta alle esigenze della musica contemporanea d'avanguardia.

## Insegnamento
Marco Ambrosini è docente di musica antica presso l'Accademia Burg Fürsteneck in Germania.
È l'ideatore ed il tutore del Seminario Europeo di Nyckelharpa in Italia e Germania, un progetto di formazione professionale gestito in cooperazione dalla Scuola di Musica Popolare di Forlimpopoli, dall´Accademia Burg Fürsteneck, Germania, e dall'Istituto Eric Sahlström di Tobo, Svezia.
Workshops e master classes presso la Staatliche Musikhochschule Trossingen e la Hochschule für Theater und Musik di Lipsia (Germania), Nanchang University (Cina), Escola Superior de Musica ESMAE di Porto (Portogallo), il Centro Universitario C.E.U.B. di Bertinoro e presso altri Istituti europei.
È inoltre il direttore didattico dei Progetti Europei Grundtvig CADENCE e ENCORE e delle Early Music Summer Master Classes realizzate in cooperazione con l'Alma Mater dell'Università di Bologna e la Music and Arts University of the City of Vienna.